# 江苏海事职业技术学院
江苏海事职业技术学院，是位于江苏省南京市的一所普通全日制高校，主要培养航海、船舶、国际运输等类人才，办学历史可追溯至近60年前。
学院拥有江宁校区、白下校区、板桥实训基地。

## 历史
- 2003年7月，由南京海运学校和南京航运学校合并组成江苏海事职业技术学院。

## 专业设置
- 航海技术学院
- 轮机工程学院
- 船舶与海洋工程学院
- 电气与自动化工程学院
- 信息工程学院
- 人文艺术学院
- 经济管理学院
- 继续教育学院
- 国际教育学院